# Myeongseong (1642–1684)
Myeongseong, född 1642, död 1684, var en Koreas drottning 1674-1684, gift med kung Hyeonjong. Hon var mor till kung Sukjong och spelade en viktig roll under hans regeringstid, då hon ledde motståndet mot Namin-klanen vid hovet. 